# 茂田七右衛門
茂田 七右衛門（しげた しちえもん、? - 寛文10年（1670年））は、江戸時代初期の治水家、新田開発者。

## 経歴・人物
上野国北甘楽郡千原村の人。寛永13年（1636年）越後高田藩の要請で頸城郡美守郷の新田開発にあたる。難工事を克服し、正保元年（1644年）迄に大瀁新田（大瀁郷）40ヵ村7576石を拓き、327石を給せられる。のち明暦元年（1655年）には大瀁新田に隣接する中谷内の千原新田36ヵ村4036石の開発に協力し、300石の増給を受け士格となり、藩の新田見立奉行となった。